# Renné Toney
Renné Toney (hay Rene) là một nữ vận động viên thể hình người Brazil.

## Giới thiệu
Renné Toney được chính thức xác nhận là người phụ nữ có bắp tay lớn nhất thế giới. Vào tháng 2 năm 2006, bắp tay cô đã được đo tại Arnold Classic Expo.
Với số liệu chính thức là: tay phải 20 inch (51 cm) và tay trái 20,25 inch (51,4 cm). Cô đạt được thành tích đáng ngưỡng mộ này sau 20 năm tập luyện.

## Số đo
- 2006[1]

- Chiều cao: 5 foot 8 inch (1,73 m)

- Cân nặng: 200 pound (91 kg)

- Eo: 27 inch (69 cm)

- Bắp tay phải: 20 inch (51 cm)

- Bắp tay trái: 20,25 inch (51,4 cm)

- Bắp đùi: 30 inch (76 cm)

- Bắp chân: 19 inch (48 cm)

- 2009[cần dẫn nguồn]

- Bắp tay phải: 20,75 inch (52,7 cm)

- Bắp tay trái: 21 inch (53 cm)

- 2019

- Cân nặng: 214 pound (97 kg)

- Bắp tay phải: 21 inch (53 cm)

- Bắp tay trái: 21 inch (53 cm)

## Nâng tạ
•Bench Press: 514 pound (233 kg),8-12 lần.
•Leg Press: 1.000 pound (450 kg),12 lần.

## Thành tích
•1998: NPC Palm Srpings Muscles Classic - 
•2002: World Physicque Federation Pro Ms. Olympia Cup II - 
• 2003: World Physicque Federation Ms. Universe - 
•2006: NABBA Ms. World - Hạng 6

## Đời sống
Theo nhiều nguồn thông tin cho rằng, Renné Toney hiện đang sống độc thân. Cô tập luyện chăm chỉ mỗi ngày, và đã tự thưởng cho mình những kì nghỉ ở thành phố "giải trí" Las Vegas.
Renné Toney chia sẻ rằng, đam mê của cô không được mẹ cô đồng ý: Phụ nữ thì không có cơ bắp. Và cô có lẽ cũng không đủ nữ tính để bất kì người đàn ông nào dám nghĩ tới.